# Annemarie Pieper
Annemarie Pieper (* 8. Januar 1941 in Düsseldorf; † 15. Februar 2024) war eine deutsche Philosophin, Fernsehmoderatorin, Schriftstellerin und Rednerin. Sie war eine der ersten Frauen, die sich im deutschsprachigen Raum in der Philosophie habilitierten (München, 1972) und die auf einen philosophischen Lehrstuhl berufen wurden (1981, Basel).

## Leben
Pieper war Schülerin des Goethe-Gymnasium Düsseldorf und machte dort ihr Abitur. Sie studierte ab 1960 zunächst Fremdsprachen am Dolmetscher-Institut, dann Philosophie, Anglistik und Germanistik an der Universität des Saarlandes in Saarbrücken, wo sie 1967 im Fach Philosophie bei Hermann Krings über Søren Kierkegaard promoviert wurde. Danach arbeitete sie zunächst in Saarbrücken weiter bei Béla von Brandenstein, verließ aber die Universität wegen der frauenfeindlichen Haltung von Karl-Heinz Ilting. Als zweite Frau nach Hedwig Conrad-Martius habilitierte sie sich 1972 für Philosophie an der Ludwig-Maximilians-Universität München mit der Arbeit Die Kategorie der Ethik. Eine Analyse des moralischen Urteils. Sie blieb dort bis 1981 Universitätsdozentin und Professorin (C2) für Philosophie und wirkte als Editorin in der Schelling-Kommission der Bayerischen Akademie der Wissenschaften mit. Sie verdiente ein Zubrot auch durch Übersetzungen, z. B. eines amerikanischen Katechismus. Berufungen scheiterten nach ihren Angaben lange an ihrem Geschlecht. Von 1981 bis 2001 war sie ordentliche Professorin für Philosophie an der Universität Basel auf dem Lehrstuhl von Karl Jaspers, für einige Jahre noch als einzige Ordinaria. Dort wirkte sie auch unter Jeanne Hersch mit im Stiftungsrat der Karl-Jaspers-Stiftung, die Schriften aus seinem Nachlass herausgab.
Pieper verließ mit 60 Jahren die Universität, um als freie Rednerin, Publizistin und Schriftstellerin tätig zu sein. Sie ist in der Schweiz einem größeren Publikum durch Rundfunk- und Fernsehsendungen bekannt. Beim Schweizer Fernsehen moderierte sie die Sendung Sternstunde Philosophie. Sie lebte im aargauischen Rheinfelden.

## Lehre und Forschung
Die Schwerpunkte von Annemarie Pieper lagen auf den Gebieten der Philosophischen Ethik, des Idealismus, der feministischen Philosophie und der Existenzphilosophie. Ihre 1991 erschienene Einführung in die Ethik gehört zu den Standardwerken des Faches. Sie war außerdem Mitherausgeberin der kritischen Gesamtausgabe der Briefe Friedrich Nietzsches sowie des Jahrbuches der Nietzsche-Gesellschaft, Nietzscheforschung.
Für Pieper waren Freiheit, Verantwortung und Solidarität wesentliche Grundwerte. Denn der Mensch bedürfe des Mitmenschen, um wirklich Mensch sein zu können. Die Gestalt von Jesus von Nazareth sei Fleisch gewordene Solidarität, ein alle Menschen umfassendes Netzwerk, das aber auch Raum zur Selbstentfaltung lasse. Selbst bei den Menschenrechten wird die Forderung erhoben, dass jedes Individuum um seiner selbst willen als autonome Person anerkannt werden müsse. Normen der Moral und des Rechts schränken zwar die persönliche Freiheit ein, um die größere Freiheit aller Beteiligten zu schützen. Auch eine Demokratie beschränke die individuelle Freiheit durch Regeln, um die Rechte auf Gleichheit und Freiheit durchsetzen zu können.

## Ehrungen
- 2013 erhielt sie den Preis der Dr. Margrit Egnér-Stiftung.[6]

## Schriften (Auswahl)

### Philosophische Schriften
- Geschichte und Ewigkeit bei Sören Kierkegaard. Das Leitproblem der pseudonymen Schriften (= Monographien zur philosophischen Forschung. Bd. 55). Hain, Meisenheim 1968.
- Sprachanalytische Ethik und praktische Freiheit. Das Problem der Ethik als autonomer Wissenschaft. Kohlhammer, Stuttgart 1973, ISBN 3-17-001546-X.
- Pragmatische und ethische Normenbegründung (= Praktische Philosophie. 9). Alber, Freiburg im Breisgau 1979, ISBN 3-495-47407-2.
- Albert Camus (= Beck’sche Reihe. Bd. 507). Beck, München 1984, ISBN 3-406-08507-5.
- Ethik und Moral. Eine Einführung in die praktische Philosophie. Beck, München 1985, ISBN 3-406-30877-5.
- „Ein Seil geknüpft zwischen Tier und Übermensch“. Philosophische Erläuterungen zu Nietzsches erstem „Zarathustra“. Klett-Cotta, Stuttgart 1990, ISBN 3-608-91065-4; aktualisierte Neuausgabe unter dem Titel: „Ein Seil, geknüpft zwischen Thier und Übermensch“. Philosophische Erläuterungen zu Nietzsches „Also sprach Zarathustra“ von 1883. Schwabe, Basel 2010, ISBN 978-3-7965-2682-4.
- Einführung in die Ethik. Francke, Tübingen 1991; 6., überarbeitete und aktualisierte Auflage 2007, ISBN 978-3-7720-8237-5.
- Gut und Böse (= Beck’sche Reihe. Bd. 2077). Beck, München 1997; 3., durchgesehene Auflage 2008, ISBN 978-3-406-41877-8.
- Aufstand des stillgelegten Geschlechts. Einführung in die feministische Ethik. Herder, Freiburg im Breisgau 1993, ISBN 3-451-04231-2.
- mit Urs Thurnherr: Was sollen Philosophen lesen? Schmidt, Berlin 1994, ISBN 3-503-03079-4.
- Selber denken. Anstiftung zum Philosophieren (= Reclam-Bibliothek. Bd. 1585). Reclam, Leipzig 1997; 5. Auflage 2002, ISBN 3-379-01585-7.
- Gibt es eine feministische Ethik? Fink, München 1998, ISBN 3-7705-3320-8 (Fink), ISBN 3-8252-2034-6 (UTB).
- Søren Kierkegaard (= Beck’sche Reihe. Bd. 556). Beck, München 2000, ISBN 3-406-41956-9.
- Glückssache. Die Kunst, gut zu leben. Hoffmann und Campe, Hamburg 2001; dtv, München 2003, ISBN 3-423-30872-9.
- Denkanstösse zu unseren Sinnfragen (= reflexe Bd. 68) Schwabe Verlag, Basel 2021.

### Romane
- Die Klugscheisser GmbH. Schwabe, Basel 2006, ISBN 978-3-7965-2219-2.
- Satans Austreibung. Johannes Petri, Basel 2010, ISBN 978-3-03784-001-6.
- Frag nicht, wo die Blumen sind. der blaue reiter Verlag für Philosophie, Hannover 2019, ISBN 978-3-933722-66-9

### Als Herausgeberin
- mit Günther Bien und Karl-Heinz Nusser: Reihe Praktische Philosophie. Alber, Freiburg im Breisgau 1990–2008.
- Die Macht der Freiheit. Kleine Festschrift zum 80. Geburtstag von Jeanne Hersch. Benziger, Zürich 1990.
- Geschichte der neueren Ethik. 2 Bände. Francke/UTB, Tübingen 1992:
  - Band I: Neuzeit. ISBN 3-7720-1688-X (Francke), ISBN 3-8252-1701-9 (UTB).
  - Band II: Gegenwart. ISBN 3-7720-1689-8 (Francke), ISBN 3-8252-1702-7 (UTB).
- Die Gegenwart des Absurden. Studien zu Albert Camus. Francke, Tübingen 1994, ISBN 3-7720-2072-0.
- mit Otfried Höffe: Friedrich Wilhelm Joseph Schelling: Über das Wesen der menschlichen Freiheit. Akademie, Berlin 1995, ISBN 3-05-002690-1.
- Aristoteles. Ausgewählt und vorgestellt von Annemarie Pieper. Diederichs, München 1995; dtv, München 1997, ISBN 3-423-30682-3.
- Philosophische Disziplinen. Ein Handbuch (= Reclam-Bibliothek. Bd. 1643). Reclam, Leipzig 1998, ISBN 3-379-01643-8.
- mit Urs Thurnherr: Angewandte Ethik. Eine Einführung (= Beck’sche Reihe. Bd. 1261). Beck, München 1998, ISBN 3-406-42061-3.
- mit Monika Weber: Jeanne Hersch: Erlebte Zeit. Menschsein im Hier und Jetzt. NZZ Libro, Zürich 2010, ISBN 978-3-03823-663-4.

### Als Übersetzerin
- George Edward Moore: Grundprobleme der Ethik (= Beck’sche Reihe. Bd. 126). Beck, München 1975, ISBN 3-406-04926-5.
- mit Irmgard Wild: Ein katholischer Katechismus. Kösel, München 1976, ISBN 3-466-20092-X.

## Belege
1. ↑  Annemarie Pieper stirbt 83-jährig. In: Tages-Anzeiger, 27. März 2024.
2. 1 2  A. Pieper: Umwege zur Philosophie, in: C. u. M. Hauskeller:  "was die Welt im Innersten zusammenhält ..." 34 Wege zur  Philosophie, Hamburg 1996, S. 119
3. ↑   https://www.coopzeitung.ch/leute/2020/-das-gemeinsame-schicksal-verbindet--262132/, abgerufen am 4. Oktober 2020.
4. ↑  Prof. Dr. Annemarie Pieper, Emerita Fachbereich Philosophie, Universität Basel
5. ↑  Anton Hügli: Annemarie Pieper plädiert für ein Leben in Freiheit – und macht höchstpersönlich vor, wie Selbstbestimmung geht. Sie war die erste Philosophin auf einem Lehrstuhl in Basel. Aber die Zwänge der Akademie hat Annemarie Pieper mit 60 Jahren hinter sich gelassen, um unter die Leute zu gehen. Jetzt wird sie 80 und gibt den Lesern neue Denkanstösse. NZZ, Zürich 7. Januar 2021
6. ↑  Stiftung Margrit Egner: Laudatio für Frau Professor Annemarie Pieper, Website margritegner.ch, 2013 (Memento vom 2. März 2021 im Internet Archive)

| Personendaten    | Personendaten                                                |
| ---------------- | ------------------------------------------------------------ |
| NAME             | Pieper, Annemarie                                            |
| KURZBESCHREIBUNG | deutsche Philosophin, Hochschullehrerin und Schriftstellerin |
| GEBURTSDATUM     | 8. Januar 1941                                               |
| GEBURTSORT       | Düsseldorf                                                   |
| STERBEDATUM      | 15. Februar 2024                                             |